# Villiers-le-Sec (Val-d’Oise)
 Villiers-le-Sec  (früher auch Chimelier-en-Anjou) ist eine französische Gemeinde mit 198 Einwohnern (Stand 1. Januar 2022) im Département Val-d’Oise der Region Île-de-France; sie gehört zum Arrondissement Sarcelles und zum Kanton Fosses.
Nachbargemeinden von Villiers-le-Sec sind Belloy-en-France, Villaines-sous-Bois, Le Mesnil-Aubry, Mareil-en-France und Épinay-Champlâtreux.

## Bevölkerungsentwicklung
| Jahr      | 1962 | 1968 | 1975 | 1982 | 1990 | 1999 | 2007 |
| Einwohner | 209  | 223  | 190  | 171  | 161  | 168  | 160  |

## Sehenswürdigkeiten
Siehe auch: Liste der Monuments historiques in Villiers-le-Sec (Val-d’Oise)
- Kirche Saint-Thomas-de-Cantorbéry (Thomas Becket), 1557 geweiht, Monument historique
- Maison forte, Rue Georges-Pompidou, ebenfalls 1557